# Юск
JYSK (произнася се близо до „юск“, [июск]) е датска верига за търговия на дребно, продажба на матраци, мебели, интериорно обзавеждане и др. JYSK е най-големият датски търговец на дребно, действащ в международен план, с повече от 2500 магазина в 50 страни.
JYSK (означава ютландски) е основана от Ларс Ларсен, който отваря първия си магазин в датския град Орхус през 1979 г. Веригата магазини и до днес е собственост на Ларс Ларсен, който е един от най-богатите хора в Дания, въпреки че в някои страни веригата работи на базата на франчайзинг (понякога под друго име).
JYSK отваря първия си магазин в България през 2005 година, той е в Пловдив. Към 2020 г. фирмата е разкрила 32 магазина в 19 града.
След руската инвазия в Украйна през 2022 г., която доведе до временното затваряне на 13-те магазина в Русия, JYSK обяви на 30 март, че ще затвори своите магазини за постоянно и ще напусне Русия напълно.